# Kabinett Ulmanis III

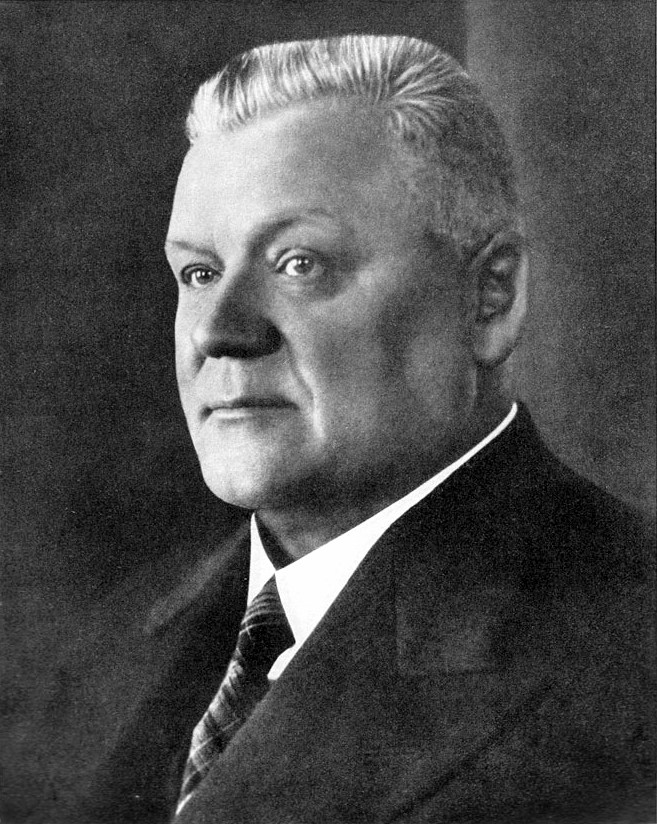
Ministerpräsident Kārlis Ulmanis

Das Kabinett Ulmanis III war die dritte (provisorische) Regierung der Republik Lettland und wurde am 9. Dezember 1919 von Ministerpräsident Kārlis Ulmanis gebildet. Das Kabinett löste das Kabinett Ulmanis II ab und blieb bis zum 11. Juni 1920 im Amt, woraufhin es vom Kabinett Ulmanis IV abgelöst wurde.
Dem Kabinett gehörten folgende Minister an:
| Amt                                   | Amtsinhaber                  | Beginn der Amtszeit            | Ende der Amtszeit           |
| ------------------------------------- | ---------------------------- | ------------------------------ | --------------------------- |
| Ministerpräsident Sicherheitsminister | Kārlis Ulmanis               | 9. Dezember 1919               | 11. Juni 1920               |
| Außenminister                         | Zigfrīds Anna Meierovics     | 9. Dezember 1919               | 11. Juni 1920               |
| Innenminister                         | Arveds Bergs                 | 9. Dezember 1919               | 11. Juni 1920               |
| Finanzminister                        | Robert Erhardt Kārlis Puriņš | 9. Dezember 1919 15. März 1920 | 14. März 1920 11. Juni 1920 |
| Justizminister                        | Kārlis Pauļuks               | 9. Dezember 1919               | 11. Juni 1920               |
| Landwirtschaftsminister               | Augusts Kalniņš              | 9. Dezember 1919               | 11. Juni 1920               |
| Minister für Verkehr und Bauwesen     | Teodors Hermanovskis         | 9. Dezember 1919               | 11. Juni 1920               |
| Bildungsminister                      | Kārlis Kasparsons            | 9. Dezember 1919               | 11. Juni 1920               |
| Minister für Handel und Industrie     | Kārlis Bušs                  | 9. Dezember 1919               | 11. Juni 1920               |
| Minister für öffentliche Versorgung   | Jānis Blumbergs              | 9. Dezember 1919               | 11. Juni 1920               |
| Staatskontrolleur                     | Pauls Mincs                  | 9. Dezember 1919               | 11. Juni 1920               |